# Бакинская офицерская школа морской авиации

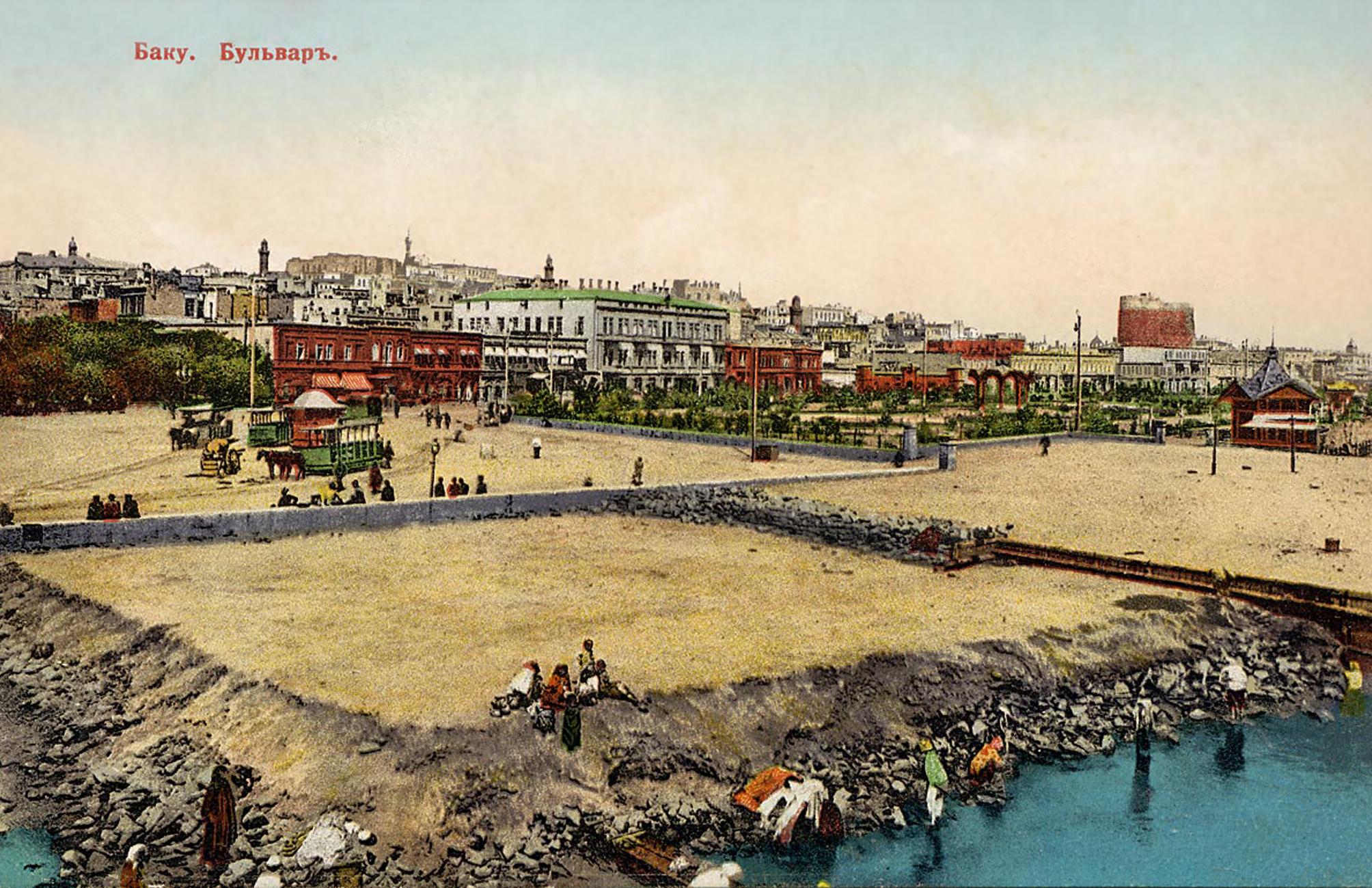
Территория набережной и Каменная пристань (справа), отведенные для строительства БОШМА

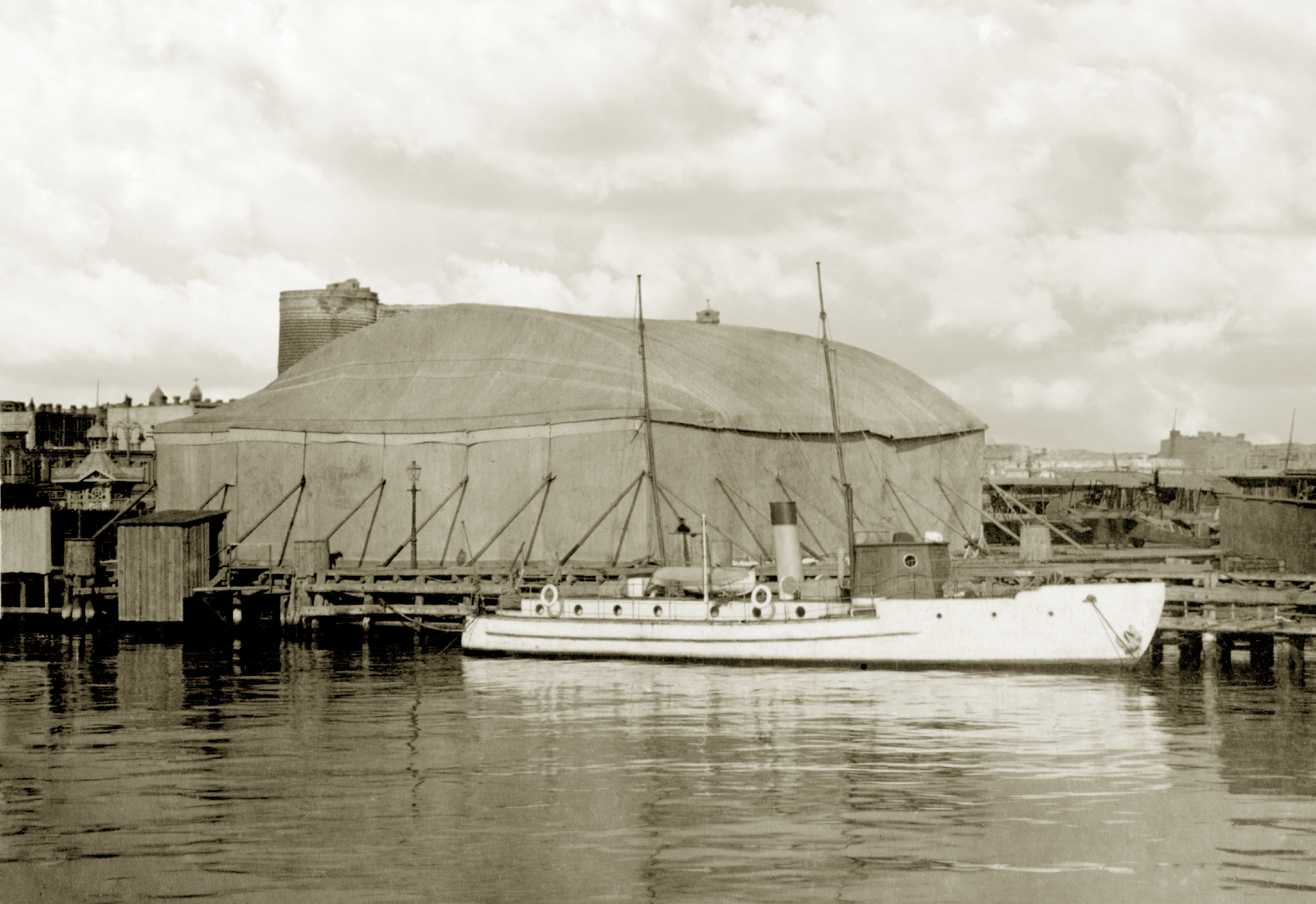
Бакинская офицерская школа морской авиации. Старотаможенная пристань пока ещё с одним ангаром с заднего фасада. Слева за ангаром виден край Девичьи башни. На переднем плане пришвартован паровой катер, принадлежавший школе.

Баки́нская офице́рская шко́ла морско́й авиа́ции (БОШМА) — второе учебное заведение Российской империи, предназначенное для подготовки офицеров по специальности «морской лётчик» и относящееся к системе специализированной подготовки офицеров военно-морского флота.
Начала свою работу в 1915 году как филиал Офицерской школы морской авиации, впервые открытой несколькими месяцами раньше в Петрограде. Получила самостоятельность в 1917 году.  

## История
Когда летом в 1915 года в Петрограде принимались все решения по организации Офицерской школы морской авиации, по-видимому, сразу не было учтено, что акватория Финского залива более пяти месяцев в году находится подо льдом. По крайне мере документально подтверждено, что обеспокоенность по этому поводу впервые прозвучала 16 сентября 1915 года. В этот день адмирал А. И. Русин направил письмо № 14048/3987 в Отдел воздушного флота Особого комитета по усилению флота на добровольные пожертвования, которому подчинялась ОШМА. В нём содержалась просьба: «…открыть отделение школы на зимнее время в одном из незамерзающих портов России… Наиболее подходящим был бы порт Баку».
Помимо того, что Каспийское море не замерзало в зимние месяцы, выбор Баку для организации там филиала школы был обусловлен наличием развитой портовой инфраструктуры, которая к началу XX века была способна обеспечить самый крупный в Российской империи грузооборот, а также удалённостью от театра военных действий. Последнее обстоятельство, как вскоре оказалось, носило лишь временный характер.

Согласие великого князя Александра Михайловича, возглавлявшего Особый комитет по усилению флота, пришло незамедлительно. 18 сентября он подписал приказ: 
...открыть в Баку на зимнее время Отделение Петроградской ОШМА под наблюдением капитана 1 ранга в отставке Андрея Александровича Яновича, … и уведомить о том администрацию Бакинского военного порта, с целью оказания капитану 1 ранга Яновичу самого широкого содействия.Александров А. О., Хайрулин М. А. Офицерская школа морской авиации.  2010, С. 59
 На самом деле годом раньше бывший преподаватель Николаевской морской академии, капитана 1-го ранга А. А Янович, из-за полученной ещё в апреле 1910 года травмы руки вышел в отставку. Тем не менее он немедленно дал согласие возглавить филиал школы и прибыл в Баку уже 1 октября 1915 года. Только спустя полтора месяца, 12 ноября 1915 года приказом по морскому ведомству он был возвращён в строй.
Призыв великого князя Александра Михайловича об оказании А. А. Яновичу содействия был услышан. Самое деятельное участие в организации филиала приняли командир военного Бакинского порта контр-адмирал Е. В. Клюпфель, градоначальник Баку П. И. Мартынов, начальник торгового порта, капитан 1-го ранга в отставке А. Ф. Данилов, городской голова Л. Л. Быч, начальник городской управы Мамед-Гасан Гаджинский

Для нужд школы была выделена Каменная (Таможенная) пристань с прилегающей к ней территорией. Она располагалась напротив крепости в юго-западной части города и примыкала к Приморскому бульвару. Работы по оборудованию аэродрома для гидросамолётов: строительство деревянных помещений (гараж, мастерские, административный барак), двух деревянных спусков к воде, а также каркасов для брезентовых ангаров начались немедленно. Ещё до начала ноября А. А. Янович рапортовал начальнику ОШМА в Петроград: 
Благодаря широкой поддержке, оказанной мне городом, оказалось возможным произвести за счёт Городской управы как ряд построек, так и бо́льшую часть оборудования территории школы. Город на свои средства своим техническим персоналом  и мастеровыми произвёл по моим указаниям на Каменной пристани следующие работы: оградил эту пристань высоким деревянным забором с воротами и нужными калитками, построил открытый гараж на 4 автомобиля, материальный склад, слесарно-сборочную мастерскую, причём последнее здание было построено особенно солидно, для того, чтобы в него не проникала бакинская пыль. Слесарно-сборочные мастерские были снабжены окнами, деревянным полом, верстаками, замыкающимися ящиками, и постоянным солидным столом для разборки моторов.
На той же Каменной пристани была увеличена и заново отстроена достаточно поместительная кают-компания для офицеров и заново отремонтировано имеющееся небольшое здание, где была помещена канцелярия школы. На той же пристани были выстроены два спуска для гидроаэропланов, причём работа была осложнена сравнительно большой глубиной у стенок пристани, так как раньше к пристани могли приставать достаточно большие пароходы. К тому же сама высота пристани над уровнем воды доходила до полутора саженей. Таким образом, явилась необходимость очень солидные на особо забитых сваях спуски. К тому же длина спусков не должна была быть более 14 метров. Не зная точной расценки производимых городом работ, я полагаю, что каждый спуск обошёлся городу в несколько тысяч, ибо, кроме дороговизны рабочих рук и громадных цен в Баку на дерево, на каждый из спусков пошло от 25-ти до 30-ти свай и при самой интенсивной работе на постройку каждого спуска потребовалось в среднем около полутора месяцев. Так как пристань замощена камнем, то к общим спускам от ангара были проведены бетонированные дорожки, позволяющие быстро и удобно перевозить аппараты к ангарам и обратно.

Кроме того, городом было проведено электрическое освещение, как для самой пристани и спусков, так и во все помещения школы, причём плату за освещение принял на себя город.Александров А. О., Хайрулин М. А. Офицерская школа морской авиации.  2010, С. 59
В дополнение к Каменной, бакинскому филиалу ОШМА вскоре была выделена находившаяся рядом Старотаможенная пристань, которую оборудовали одним спуском и двумя шатровыми брезентовыми ангарами. Для проживания нижних чинов (вспомогательный персонал школы) была арендована и оборудована под казарму парусная трёхмачтовая шхуна «Али-Абат».

### Первый сезон работы БОШМА (1915 — 1916 гг.)
12 ноября 1915 года из Петрограда прибыл первый эшелон с курсантами и авиационной техникой. В течение недели все занимались сборкой гидропланов. 22 ноября 1915 года было проведено торжественное освящение БОШМА. При большом стечении горожан и видных общественных деятелей Баку молебен отслужил епископ Бакинский Григорий (Яцковский). Уже 23 ноября 1915 года начались учебные полеты. 
14 декабря прибыл второй эшелон, а 31 декабря — третий.  Общая численность постоянного и переменного состава (курсантов) БОШМА составляла 160 человек.
Согласно рапорту  А. А. Яновича №121 от 16.01.1916 года  на учете в БОШМА по Ведомости авиационного имущества состояли 14 гидросамолётов:
| исправные:                         |       | разобранные:     |       | в ремонте:                 |       |
| аппарат М-5 с мотором «Моносупан»  | 5 шт. | аппарат М-5      | 1 шт. | аппарат М-5 без двигателей | 2 шт. |
| аппарат FBA с мотором «Моносупан»  | 2 шт. | аппарат М-7      | 1 шт. |                            |       |
| аппарат М-9 с мотором «Сальмсон»   | 1 шт. | аппарат «Кертис» | 1 шт. |                            |       |
| аппарат М-10 с мотором «Моносупан» | 1 шт. |                  |       |                            |       |

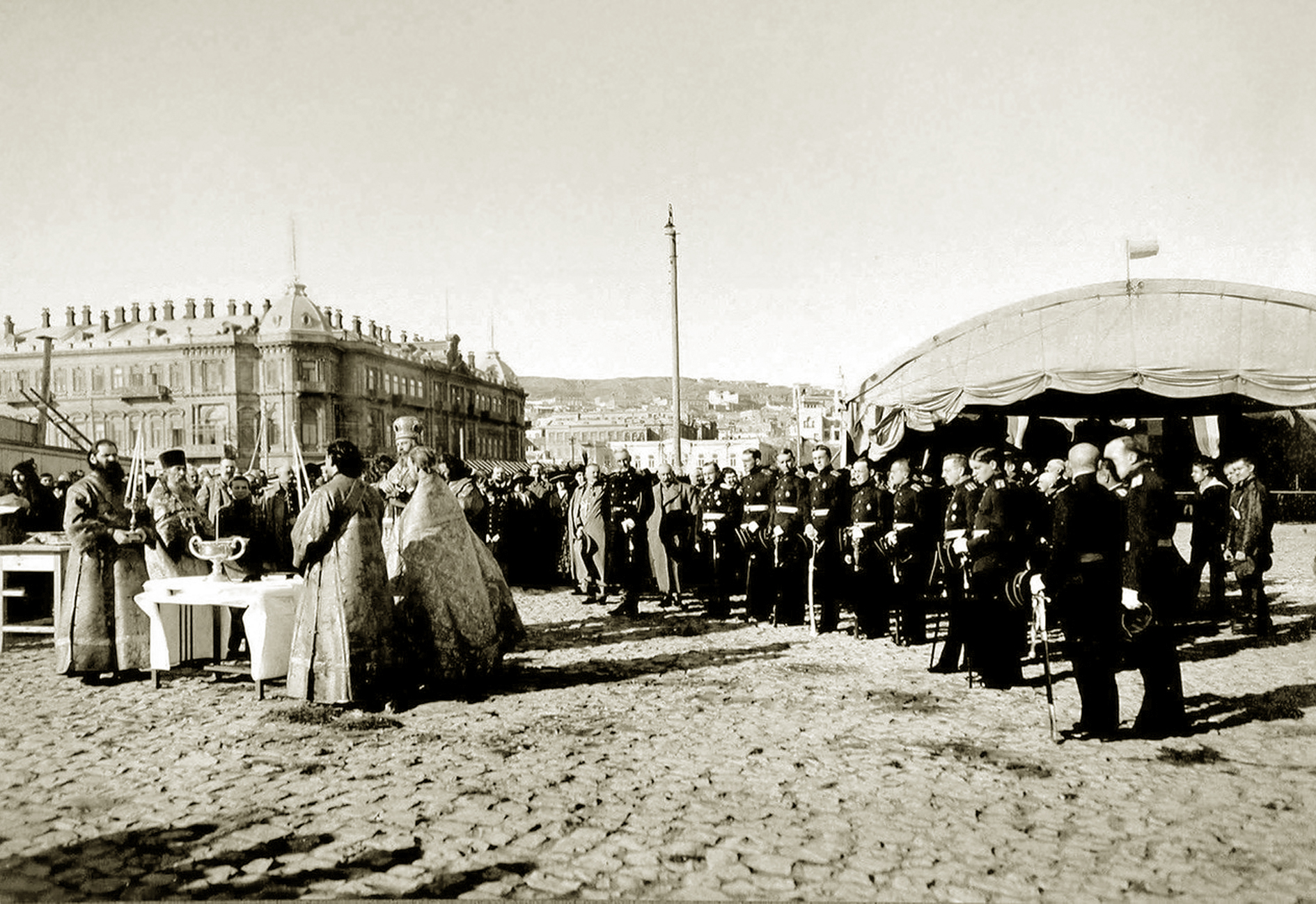
Торжественное освящение БОШМА на Каменной пристани 22.11.1915 г.

Первыми инструктором (в школе их называли руководителями) были: штабс-капитан А. И. Грузинов, старший лейтенант С. А. Петров, прапорщик по Адмиралтейству А. П. Быков, штабс-капитан Б. Р. Миклашевский  и авиационный унтер-офицер А. И. Томашевский.
Курсанты-авиаторы летали с 9 часов утра и до наступления темноты, причём, как писал в отчёте А. А. Янович «…использовались все дни, когда погода только позволяла производить полёты». Исключения составляли воскресные дни и некоторые праздники, когда полёты завершались в 12:00.
Обучение полётам осуществлялось индивидуально и складывалось из трёх этапов:
- Вывозка — руководитель полётами обучал курсанта начальным приёмам управления самолётом;
- Полёты с руководителем — ученик обучался самостоятельному управлению гидропланом под контролем инструктора, после чего сдавал свой первый лётный экзамен;
- Самостоятельные полёты — курсант совершенствовал навыки взлёта, планирования, посадки, а также обучался бомбометанию по мишеням, установленным на острове Песчаный.

К практическим испытаниям на звание «морской лётчик» допускались курсанты, завершившие всю программу обучения и налетавших не менее шести часов. Они должны были продемонстрировать:* полёт по заданному маршруту длительностью не менее полутора часов;
- подъём на высоту в 2000—2200 метров и получасовой полёт по прямой на этой высоте;
- планирующий спуск с высоты в 500 метров по прямой линии или по спирали, с посадкой на воду не далее 150 метров от намеченной точки;
- подъём на высоту в 500 метров и планирующий спуск с выключенным над заранее намеченным местом мотором;
- три получасовых полёта по заданным маршрутам со снижениями и посадкой в заранее намеченном месте вне гидроаэродрома;
- разведывательный полёт в качестве наблюдателя;
- разведывательный полёт в качестве пилота с последующим написанием приличного по форме и содержанию донесения[14].

Предусматривались и теоретические экзамены. В общем виде, курсанты должны были продемонстрировать знания: по тактике и применению аэропланов в военном деле; по теоретическим сведениям об авиации; по материальной части аэропланов; по авиационным и автомобильным двигателям; по материалам, употребляемым в аэропланостроении; а также иметь сведения по метеорологии, фотографии, радиотелеграфии, компасному делу и проч. Объём теоретических экзаменов зависел от начального статуса курсанта. Офицеры экзаменовались лишь по четырём дисциплинам.
После завершения первого сезона, начальник БОШМА А. А, Янович писал:
За всё время деятельности школы (22 ноября 1915 года — 28 апреля 1916 года) в ней было обучающихся 40 офицеров, 17 нижних чинов, имеющих право на производство в офицеры [прим.: охотников флота], а также 6 нижних чинов, этого права не имеющих.

По день окончания полётов и занятий (27 апреля 1916 года) школа окончательно выпустила 20 морских лётчиков-офицеров, и одного лётчика-нижнего чина.Александров А. О., Хайрулин М. А. Офицерская школа морской авиации.  2010, С. 71
С окончанием экзаменов и практических испытаний учащихся БОШМА была законсервирована и в начале мая два эшелона с оборудованием и личным составом убыли в Петроград. Была лишь оставлена небольшая команда (34 человека) для охраны помещений и имущества.
Деятельность Бакинского филиала в первый сезон была оценена как успешная. Помимо обучения курсантов, в эти месяцы в БОШМА велась серьёзная испытательная работа новой авиационной техники. В частности испытывались летающие лодки Д. П. Григоровича М-7 м М-9, гидроплан М-10 конструкции А. Н. Седельникова. Испытывались также импортные машины, например, американская летающая лодка Кертиса.

### Второй сезон работы БОШМА (1916 — 1918 гг.)
Следующий сезон в деятельности БОШМА начался 17 сентября 1916 года, когда из Петрограда в Баку был отправлен первый эшелон. С ним убыли руководители (инструкторы): А. П. Быков, Г. К. Вебер, С. А. Знаменский, С. Н. Левитский и кондуктор И. М. Иванов, а также 17 офицеров и 36 охотников флота переменного состава (курсанты). Начальником школы в этом сезоне был назначен  штабс-капитан А. Е. Грузинов. Второй эшелон покинул столицу 2 ноября, а в декабре к семнадцати уже имевшимся летающим лодкам в школу были доставлены ещё три гидросамолёта.
7 января 1917 года Офицерская школа морской авиации вместе с бакинским филиалом была передана в подчинение Морскому ведомству. Вскоре, 25 февраля 1917 года  (в самый разгар Февральской революции) БОШМА получила самостоятельность. В этот день в дополнение к авиации Черноморского и Балтийского флотов, для обслуживания образованной в ноябре 1916 года Флотилии Северного Ледовитого океана (ФСЛО), а также других военно-морских формирований была сформирована Воздушная бригада особого назначения. Сначала она подчинялась непосредственно министру, а затем была передана ФСЛО. Вторым дивизионом её стала ОШМА в Петрограде, а пятым и шестым дивизионами — получившая самостоятельность БОШМА (название Бакинская школа морской авиации (без указания «офицерская») было возвращено школе в августе 1917 года).

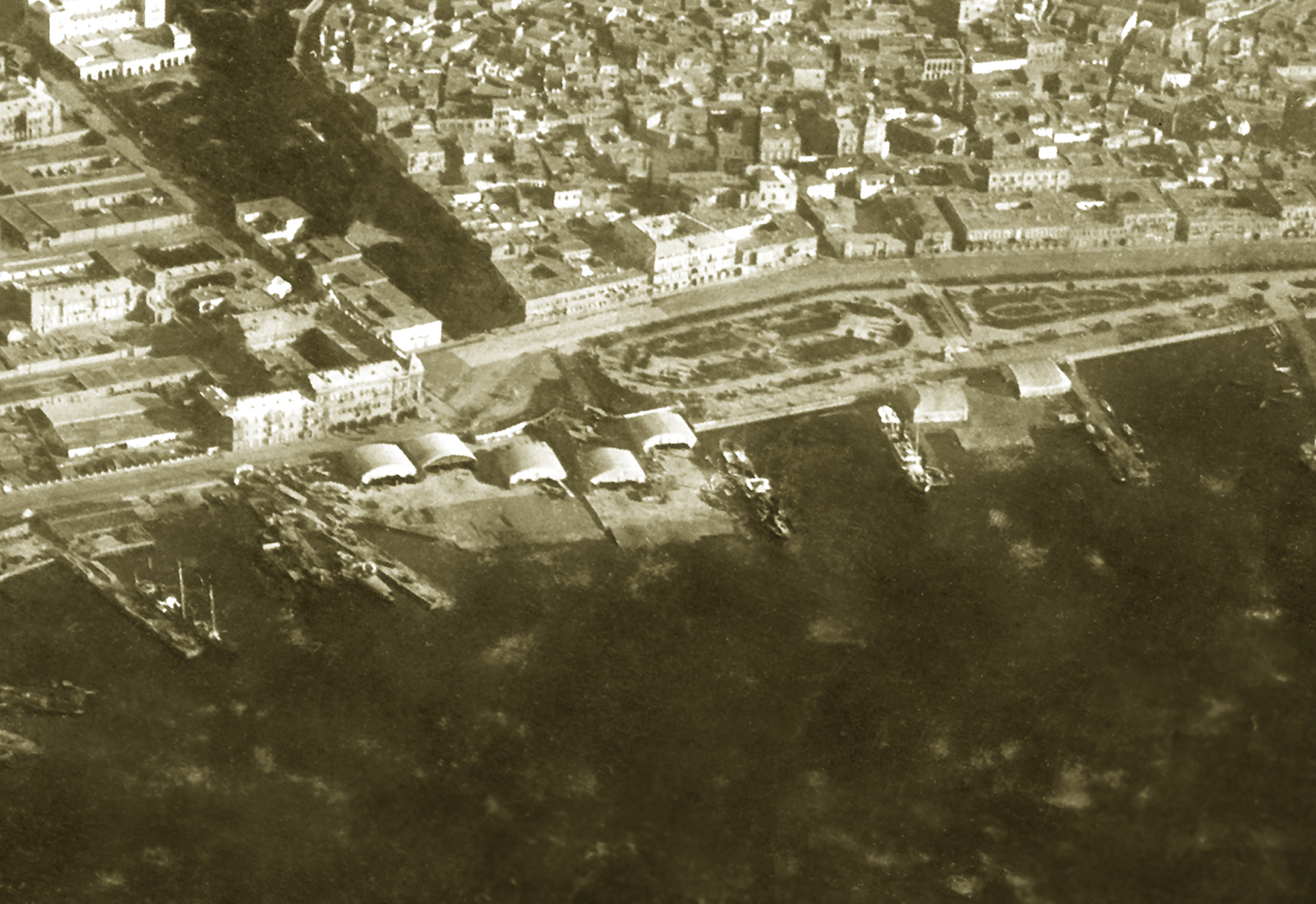
БОШМА в период своего расцвета. На двух пристанях школы 7 авиационных ангаров. Снимок 1918 г.

После реорганизации БОШМА в ней было тринадцать учебных отрядов (в среднем из двух летающих лодок каждый), которые именовались по названию букв русской дореформенной азбуки: «аз», «буки», «веди»…
Очередной эшелон с курсантами убыл из Петрограда в Баку 2 февраля 1917 года, а вскоре после этого, в мае 1917 года на должности начальника школы А. Е. Грузинова заменил лейтенант С. А. Петров.
Во втором сезоне школа существенно увеличило свою мощность. Согласно проекту она рассчитывалась на 50 офицеров и 600 нижних чинов. Число летательных аппаратов предполагалось довести до девяти десятков аппаратов. На самом деле к сентябрю 1917 года их оставалось всего 26, а 17 октября из Петрограда в адрес БОШМА были отправлены ещё 12 гидропланов М-5 и одна летающая лодка М-15. Все эти планы потребовали существенного расширения школы. Число ангаров было доведено до семи (два ангара на Старотаможенной пристани и пять – на Каменной). Помимо уже имевшейся шхуны «Али-Абат», для проживания команды школе был причислен пароход «Генерал Куропаткин».
Кроме основных аэродромов в Баку, с 28 июня 1917 года два гидросамолета были приданы Ванской озёрной флотилии. В результате на озере Ван был оборудован гидроавиационный пост.     

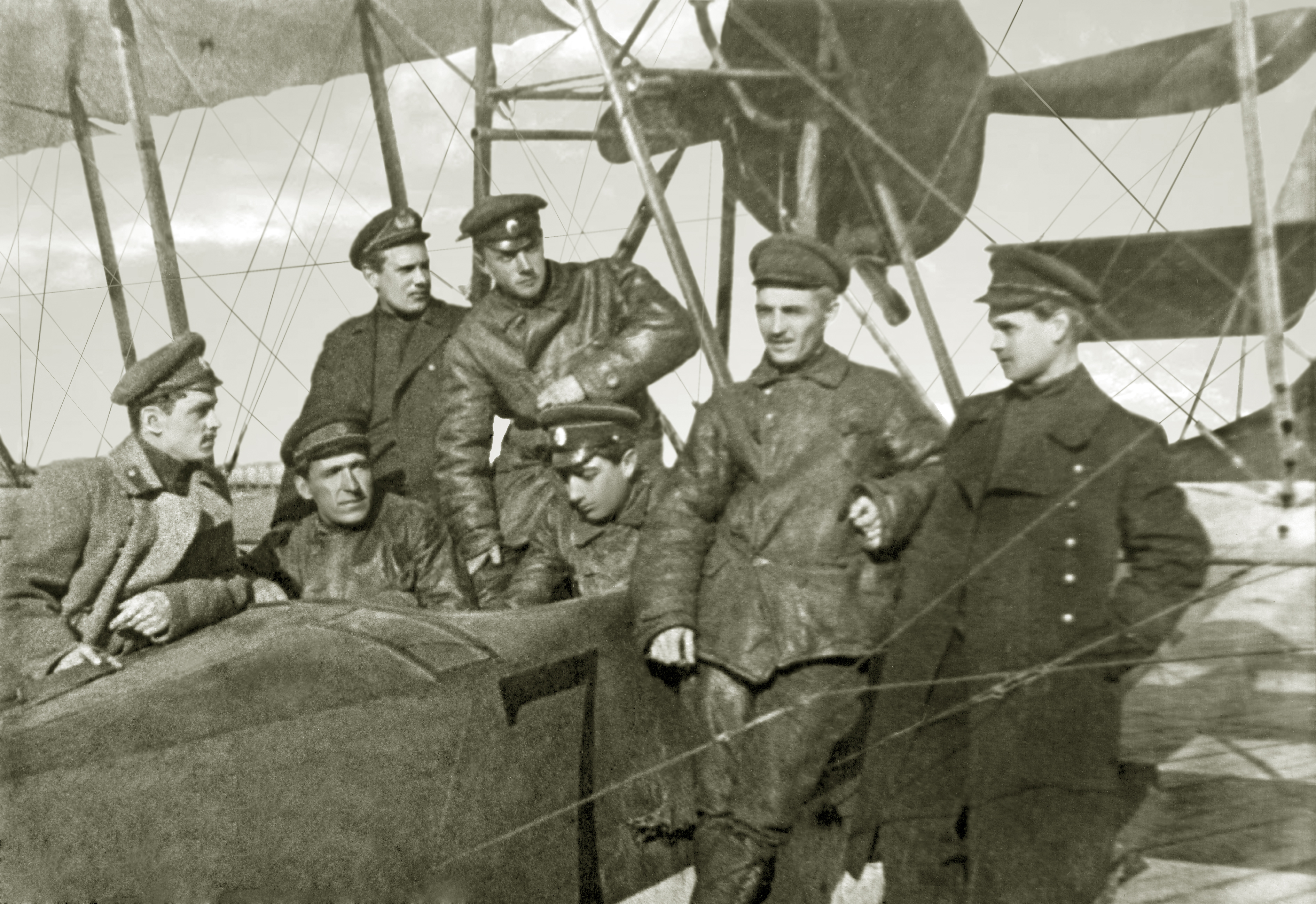
Группа учащихся руководителя полётами В. А. Лебедева (2-й справа) на занятиях.

Надёжность авиационной техники тех лет была ещё крайне низкой. Любые полёты были сопряжены с огромной опасностью. В повседневной работе школы, помимо незначительных поломок самолетов и серьёзных аварий, в которых пилоты отделывались незначительными травмами, к сожалению, не обходилась и без трагедий:
- 5 декабря 1916 года при испытании весьма оригинальной и перспективной летающей лодки-монопла собственной конструкции погиб штабс-капитан Е. Р. Энгельс. Два официальных расследования, проведённые по этому факту, показали противоположные результаты. Вывод первой комиссии гласили, что разрушение самолёта в воздухе было вызвано техническими причинами. Расследование поручика В. Л. Корвина (Кербера) осуществлённое спустя несколько недель, показало, что гибель Е. Р. Энгельса была подстроена.
- 27 декабря 1916 года во время учебного полёта на гидроплане М-5 погибли руководитель полётов подпоручик А. П. Быков и ученик мичман А. А. Головкин. Авария произошла в присутствии Великого князя Дмитрия Павловича.
- 19 мая 1917 года при экзаменационном вылете разбился охотник флота Эрих Фогель.
- 27 июня в учебном полёте погиб охотник флота Быханов. Руководитель полетами Н. А. Яковицкий остался в живых.

После победы в октябре 1917 года пролетарской революции снабжение школы и поставки новой техники практически прекратились, однако до подписания 3 марта 1918 года Брестского мира БОШМА продолжала функционировать в обычном режиме. Правда, в январе 1918 года Управление морской авиации в Петрограде своим указом сократило количество курсантов в БОШМА со 180 до 150 учеников.
Помимо всего прочего, весной 1918 года в Баку началось кровавое противостояние с оной стороны армянского населения которое, пользовалось широкой поддержкой большевиков, а с другой — мусульманами. Дело дошло до того, что в начале марта без видимых причин на улицах города военным патрулём был застрелен начальник БОШМА лейтенант С. А. Петров. Историк А. О. Александров полагает, что убийство офицера могло быть связано с имевшим место отказом подчиниться властям и выдать оружие, которое хранилось на складе школы.

### Оборона Баку и гибель школы
После трагической гибели С. А. Петрова во второй половине марта новым  начальником БОШМА стал  подпоручик по Адмиралтейству В. П. Антоненко. Однако, сообразуясь с требованием времени, он был вынужден руководить под контролем выборного школьного комитета.
В те дни председатель Бакинского Совета народных комиссаров С. Г. Шаумян докладывал в Москву: 
…Закавказье вступило в полосу активной вооружённой борьбы за Советскую власть. В течение трёх дней — 30-го, 31 марта и 1 апреля — в Баку шёл ожесточённый бой. Сражались, с одной стороны, советская Красная гвардия, Красная интернациональная армия, сорганизованная нами, Красный флот, который нам удалось реорганизовать в короткий срок, и армянские национальные части. С другой стороны, Дикая мусульманская дивизия, среди которой немало русских офицеров, и банды вооружённых мусульман, руководимых партией "Мусават".
С обеих сторон принимали участие в городских боях более 20 тысяч человек. Нам помогали ещё гидроаэропланы авиационной школы.Александров А. О., Хайрулин М. А. Офицерская школа морской авиации.  2010, С. 130
Хотя и неохотно, но школа подчинилась новой власти. Сомнение вызывали офицеры. После подписания Брестского мира часть из них дезертировала, чтобы продолжить войну с немцами уже в составе англо-французской армии. Возможно, это сыграло свою роль, когда 10 апреля 1918 года прапорщик В. П. Антоненко вынужден был передать управление школой лётчику-ученику из нижних чинов А. А. Степанову. Уже через 10 дней он телеграфировал в Управление морской авиации: «Сегодня по требованию Исполнительного комитета школа сокращается до минимума, выделяя боевую станцию». При этом, большая часть инструкторов: В. П. Антоненко, С. К. Бригевич, Л. И. Гикса, В. Зернин, В. Егоров, В. Л. Корвин (Кербер), В. А. Лебедев, К. Михау, Н. В. Овечкин, О. Г. Пиркер, Б. С. Плаксин, Б. А. Соколов, а также двадцать шесть учеников, одиннадцать слесарей, столяров, сборщиков и мотористов, три авиационных механика и чертёжник в одностороннем порядке были направлены им в распоряжение Петроградской ОШМА.
К счастью, без подтверждения из Управления морской авиации приказу А. А. Степанова подчинились далеко не все, а бо́льшая часть из тех, кто всё же выехал в Петроград, вскоре вернулась обратно. В это время авиация школы приняла участие в атаке с моря и освобождении от турок Порт-Петровска (19 апреля) и Дербента (25 апреля). Одновременно, при школе были организованы отряды, один из которых разместился на острове Сара, другой — в Порт-Петровске.
С провозглашением 28 мая 1918 года в Тифлисе Азербайджанской демократической республики и подписанием ею спустя неделю договора о мире и дружбе с Османской империей, в Азербайджан начали прибывать части турецкой 5-й Кавказской дивизии. Очень скоро они оказались на подступах к Баку.
С 8 июня 1918 года начальник школы А. А. Степанов стал засыпать Управление морской авиации рапортами схожего содержания:
Вследствие грозящей опасности для города Баку от отступивших турок и немцев, находящихся недалеко от Баку, что явится ударом всей русской промышленности и остановит совершенно водный транспорт Каспийского моря, просим немедленно выслать в Баку для школы и боевых воздушных отрядов городов Петровска, Дербента, Ленкорани и других авиационных бомб: однопудовых — 500 штук: 20-фунтовых осколочных — 1000 штук; 10-фунтовых — 1000 штук.Александров А. О., Хайрулин М. А. Офицерская школа морской авиации.  2010, С. 135

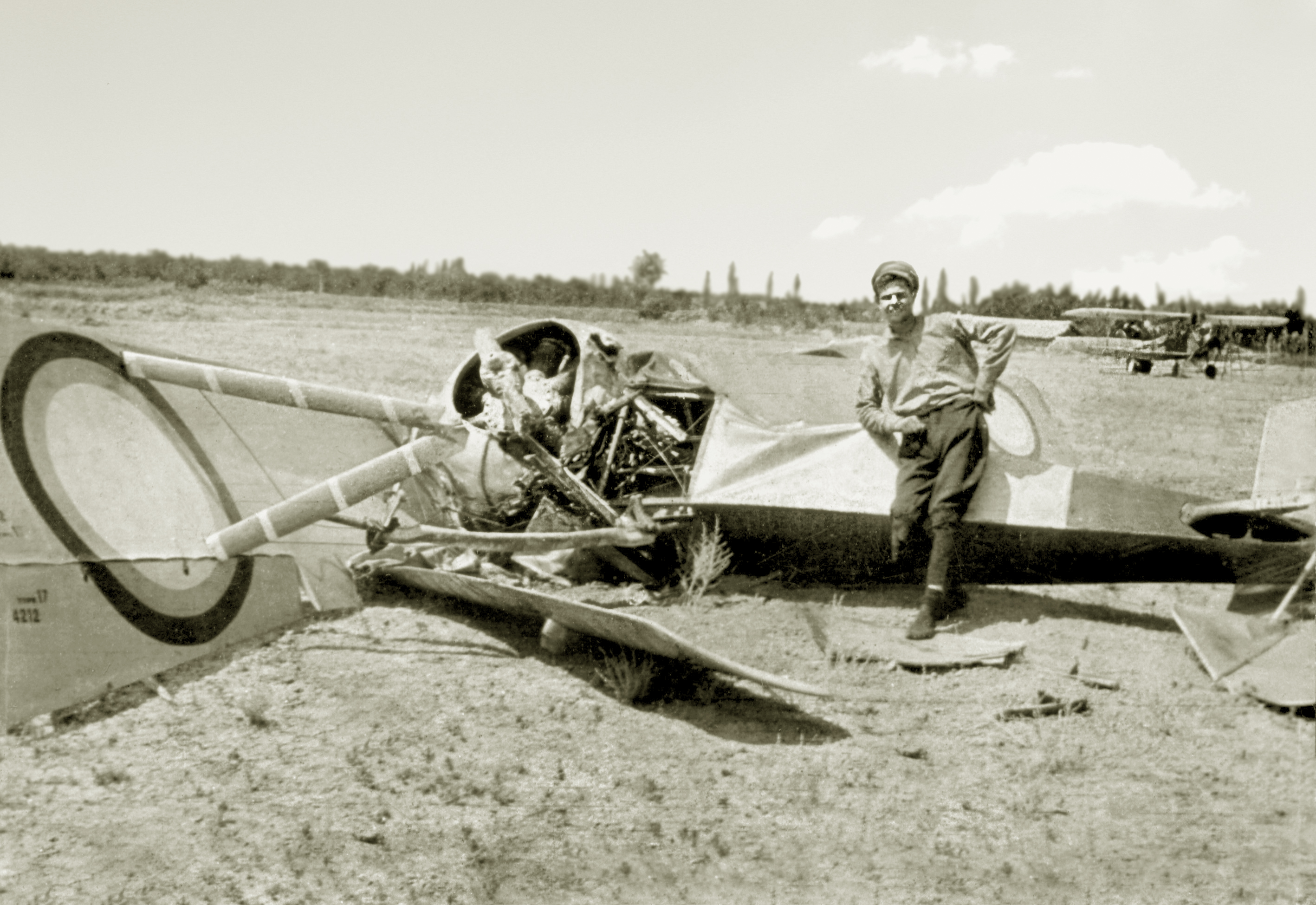
«Ньюпор» Кубанского авиадивизиона, потерпевший аварию при посадке. 1918 г.

Нельзя сказать, что Москва не реагировала. Ещё в марте на помощь советской коммуне С. Г. Шаумяна в Баку был направлен отряд самолётов наземного базирования. Он был перехвачен белочехами в Самаре и затем исправно воевал на стороне белых. 23 июня 1918 года со второй попытки из Москвы прибыл Кубанский авиадивизион красных военлётов в составе тринадцати новых «Ньюпоров». Командовал им военный лётчик С. П. Девель.
Дивизион в составе трёх отрядов был размещён на сухопутном аэродроме школы (в БОШМА было не менее двух собственных самолётов «Фарман-30» и один самолет Лебедева) вблизи ипподрома Арменикенд. После того, как самолёты были собраны и начались полёты, выяснилось что прибывшие лётчики — по большей части армянской национальности — очень плохо подготовлены. Неоднократные аварии при посадке вывели из строя несколько самолётов, включая один из «Фарманов» БОШМА. Что касается командира дивизиона С. П. Девеля, то уже 27 июня он перелетел к противнику. В конечном итоге, всех военных лётчиков дивизиона отправили обратно в Москву, а за штурвалы их самолётов сели морские лётчики — выпускники школы. Командиром дивизиона стал морской лётчик, гвардейский штабс-капитан В. Л. Корвин (Кербер).
К этому времени сама БОШМА также подверглась реорганизации. Теперь она стала называться гидроавиадивизионом, которым продолжал командовать лётчик-ученик А. А. Степанов. Состоял дивизион из двух отрядов. В школе было всего шесть исправных гидросамолётов: один М-15, три М-9 и два М-5. Кроме того, по два летательных аппарата находилось экстерриториально в составе отрядов на острове Сара в районе Ленкорани и в Порт-Петровске. К концу июня 1918 года из состава гидроавидивизиона был выделен ещё один отряд (две летающие лодки М-9), местом дислокации которого стал Аджикабул.
При подходе Кавказской исламской армии к Баку, наиболее боеспособной частью, готовой оборонять город, оказался полуторатысячный казачий отряд полковника Л. В. Бичерахова, прибывший морем из Энзели, где он ранее вместе с англичанами действовал против турок. Ради недопущения турок в Баку Л. В. Бичерахов даже пошёл на союз с бакинской коммуной.
К 30 июня 1918 года между наступавшим противником и городом лежала полоса шириной от 7-ми до 16 вёрст. С первого дня штурма (30 июня) гидроавиадивизион в содружестве с Кубанским авиадивизионом включились в оборону Баку. При этом в Баку были отозваны отряды из Ленкорани и Порт-Петровска. Неся потери, авиаторы трудились с утра и до вечера, занимаясь разведкой и бомбометанием.

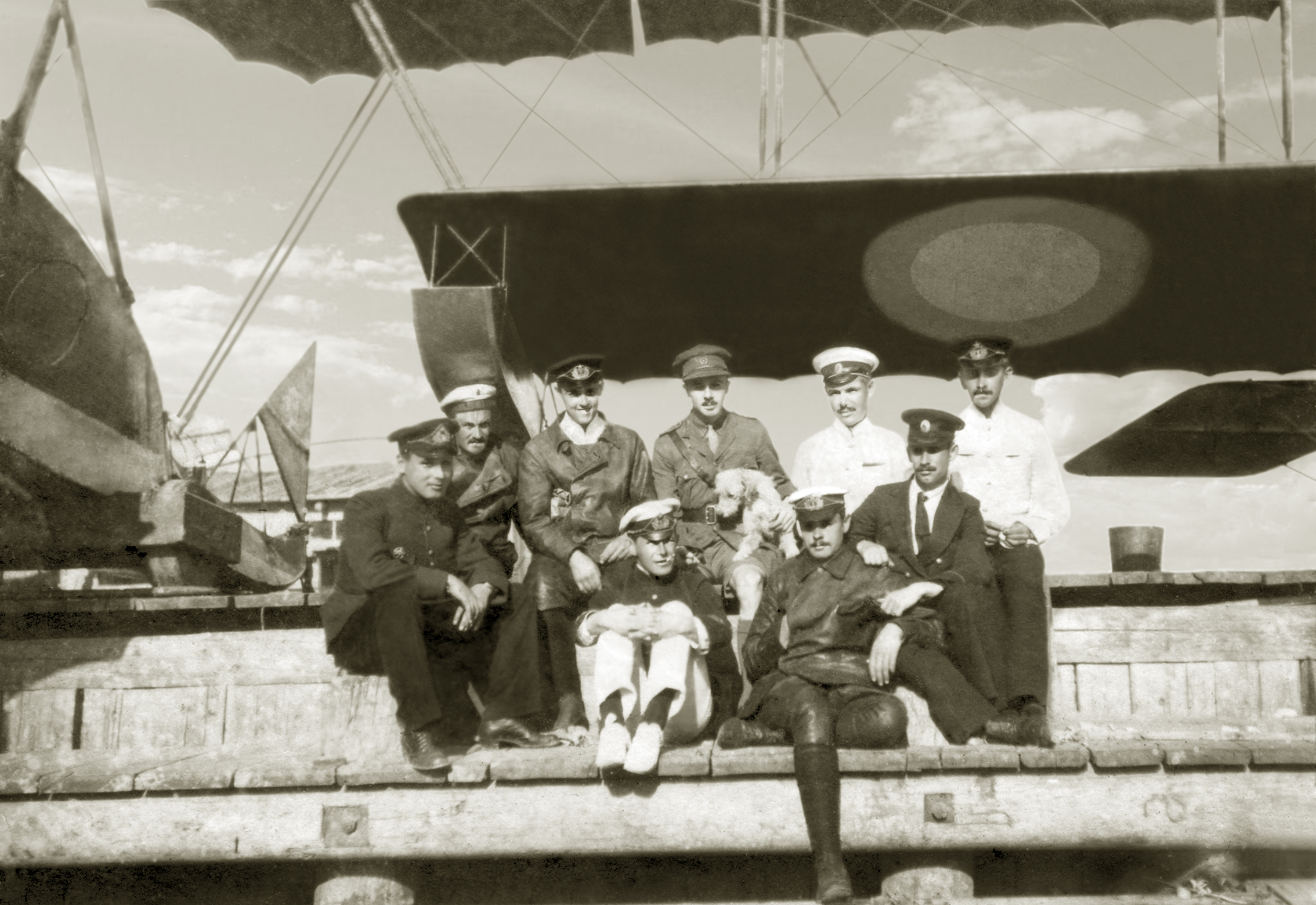
Офицер английского экспедиционного корпуса (в центре с собакой на руках) среди лётчиков БОШМА в дни обороны Баку.

После временных успехов ситуация вскоре стала критической. Бакинский совет на заседании от 25 июля 1918 года вопреки мнению большевиков настоял на обращении за помощью в борьбе с турками к Британскому экспедиционному корпусу. Просьбу британскому командованию о прямом военном вмешательстве 31 июля 1918 года в Энзели от имени Коммуны доставили морские лётчики подпоручик Брилинский и прапорщик Брызгалов. Тем временем, уже на следующий день власть в городе перешла к буржуазной, эсеро-меньшевистско-дашнакской Диктатуре Центрокаспия.
Передовые части малочисленного британского корпуса генерала Л. Данстервиля стали прибывать в Баку 4 августа 1918 года, а с 17 августа в городе уже находился и штаб корпуса. В этих условиях бакинская авиация была переподчинена Л. В. Бичерахову, оставаясь наиболее боеспособным российским воинским формированием на турецко-азербайджанском фронте. В то время, пока лётчики обоих дивизионов совершали боевые вылеты, персонал БОШМА, не занятый в обеспечении полётов, находился в окопах. Приказом полковника Л. В. Бичерахова по Кавказской авиации № 9 от 19.08.1918 ряду лётчиков Кубанского авиадивизиона, а именно: Виктору Корвину (Керберу), Константину Каменскому, Павлу Деппу, Ивану Огородникову было присвоено помимо звания морского и звание военного лётчика. Тем же приказом Александр Котляров стал называться лётчиком-наблюдателем.
Все усилия Центрокаспия и Британского корпуса генерала Л. Данстервиля успеха не имели. 14 сентября 1918 года англичане покинули Баку, а на следующий день, когда в город уже входила Кавказская исламская армия, эвакуировались и последние лётчики бывшей БОШМА, предварительно разрушив аэродромы и уничтожив технику. По противоречивым сведениям уничтожить пришлось все или почти все летающие лодки и все «Ньюпоры» Кубанского дивизиона. Лишь два «Фармана-30» были направлены через Каспий в Красноводск. Один из них, ведомый лётчиком И. Огородниковым, благополучно преодолел более 250 км. над морем и достиг места назначения. Второй самолёт, которым управляли лётчик П. Е. Депп и наблюдатель А. Котляров, — погиб.
По существу, наряду с отрядом полковника Л. В. Бичерахова, сформированные на месте БОШМА авиационные дивизионы в Баку оказались теми подразделениями бывшей Императорской армии, которые лишь спустя 6 месяцев после подписания Брестского мира последними сложили оружие на Восточном фронте Первой мировой войны.
После установления в Азербайджане советской власти была сделана робкая попытка возродить школу морской авиации. Однако к концу 20-х годов на месте, где ещё недавно располагались брезентовые ангары БОШМА, взлетали и садились на воду изящные летающие лодки, уже ничего не напоминало о былой славе и о том, что Баку когда-то был причастен к зарождению морской авиации Российской империи.
|  |

### Начальники и руководители полётами Офицерской школы морской авиации

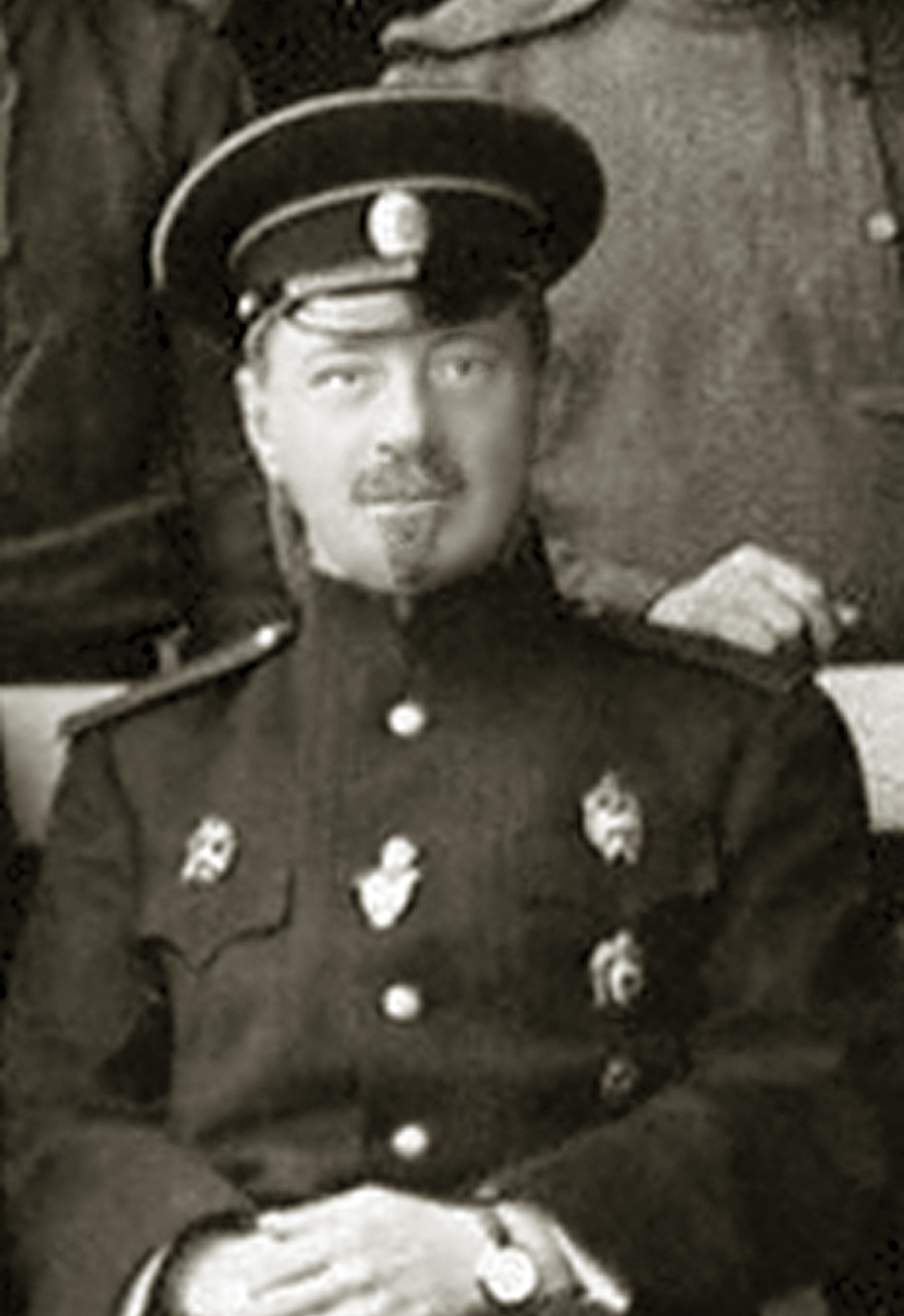
капитан 1–го ранга А. А. Янович
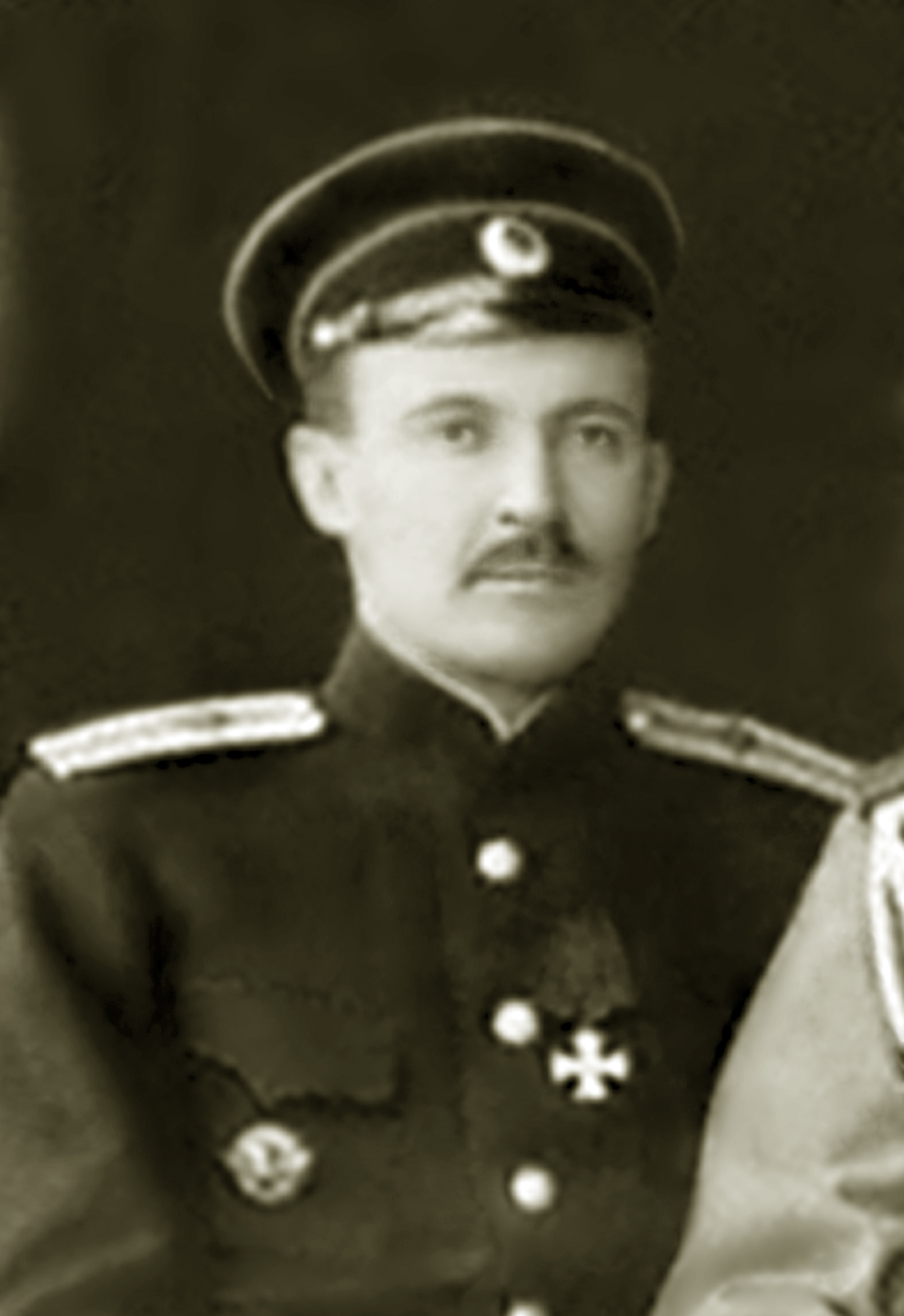
подпоручик по Адмиралт. А. П. Быков
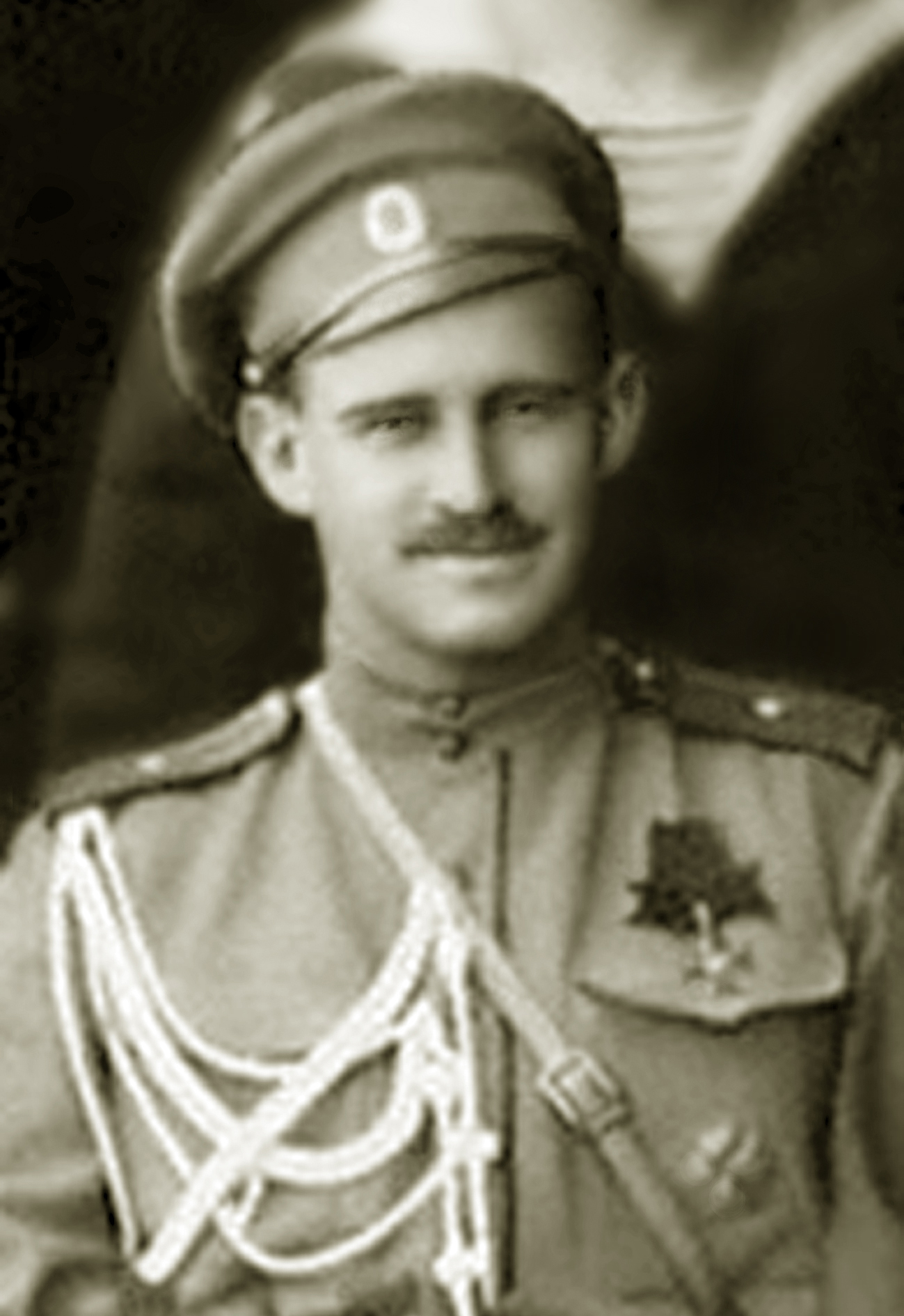
старший лейтенант С. А. Петров
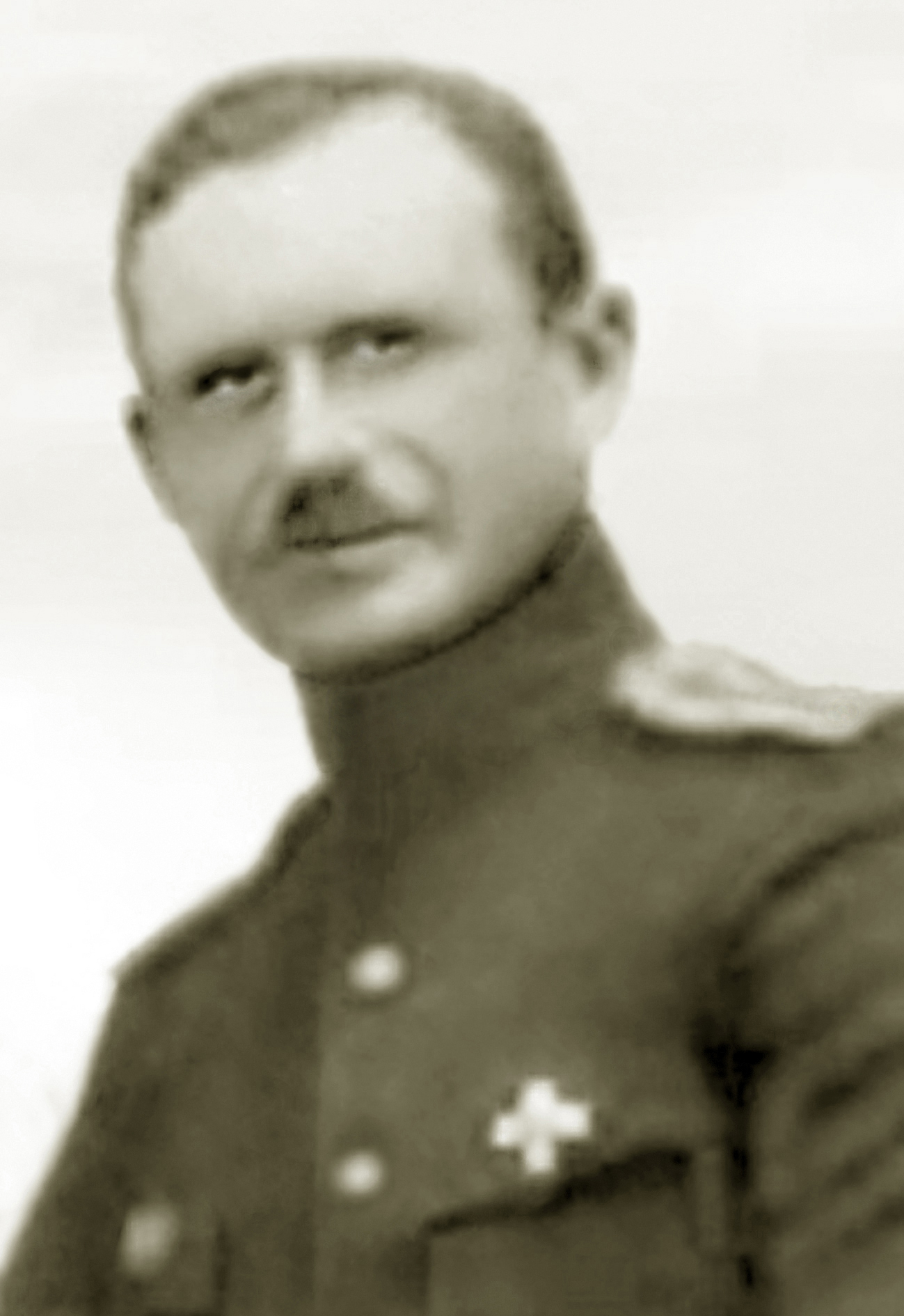
штабс-капитан А. Е. Грузинов
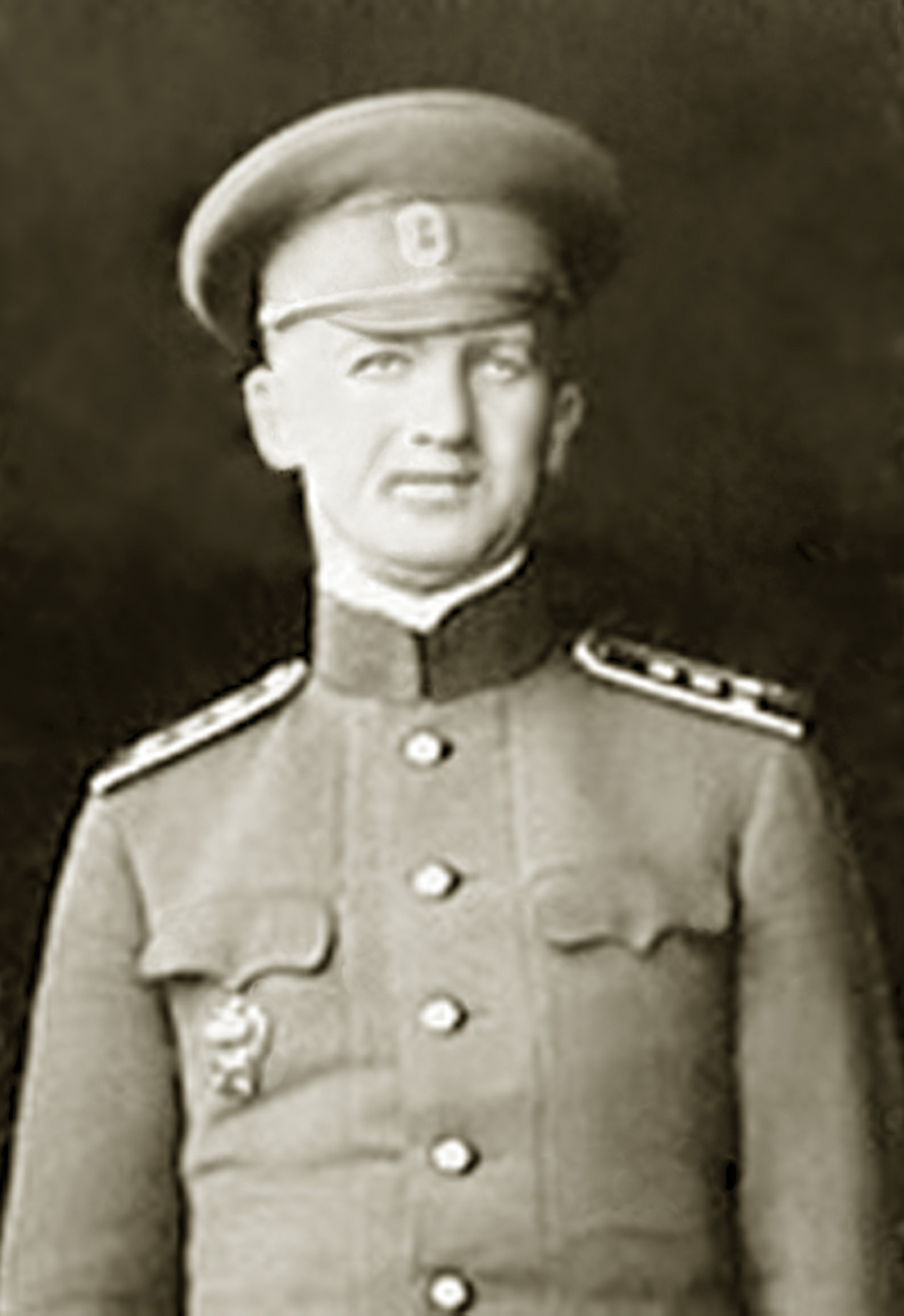
штабс-капитан Е. Р. Энгельс
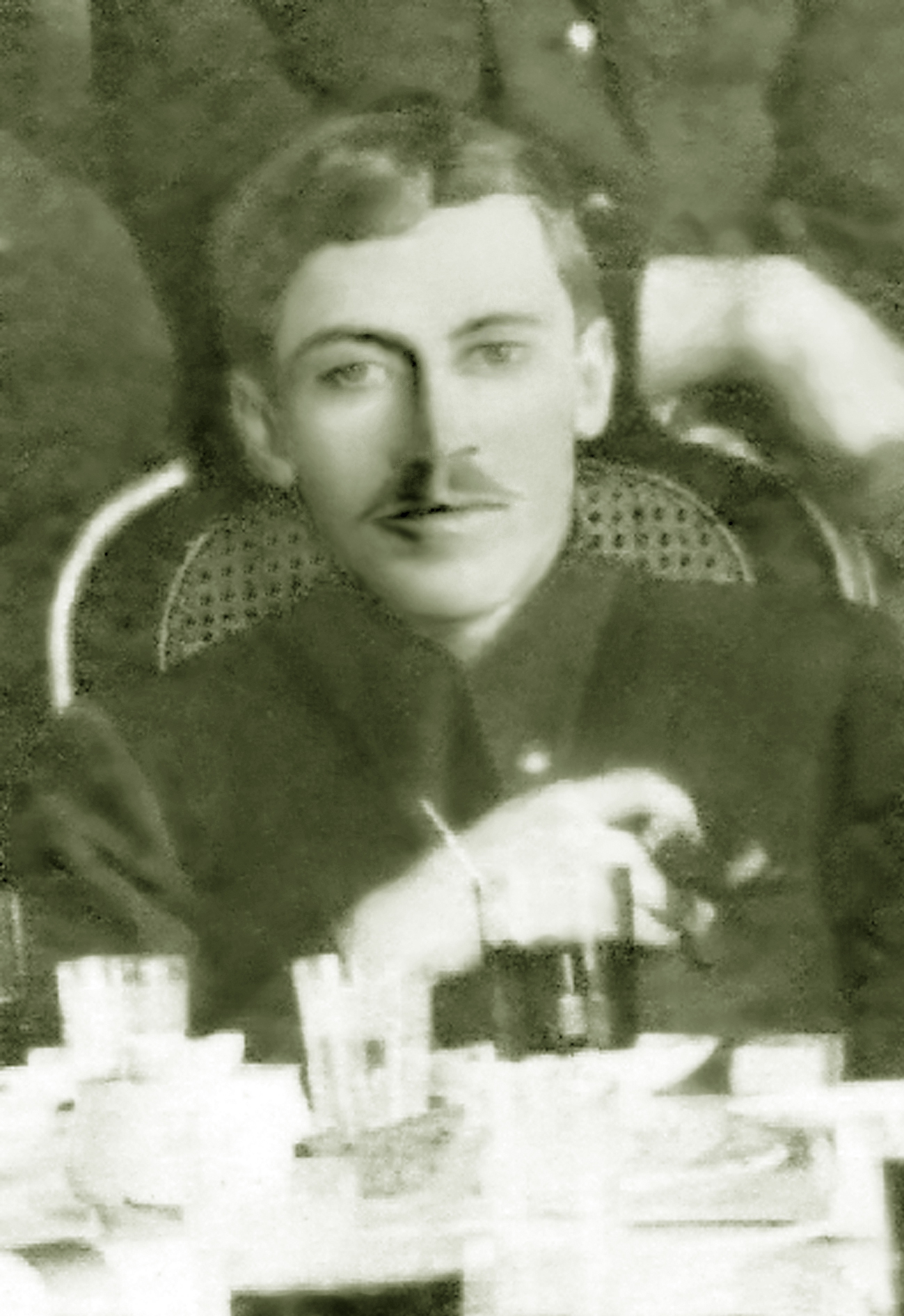
подпоручик В. П. Антоненко

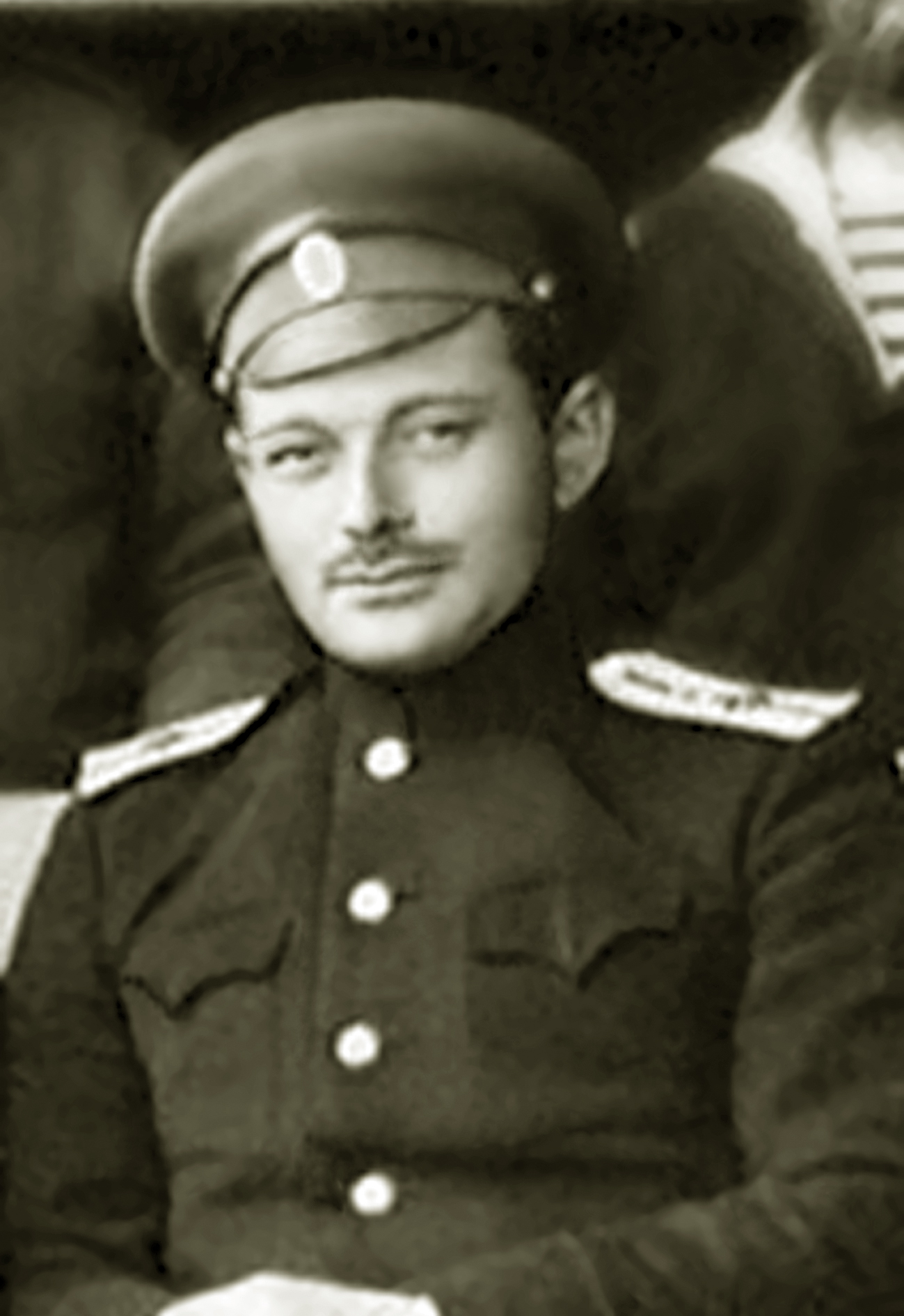
штабс-капитан Б. Р. Миклашевский
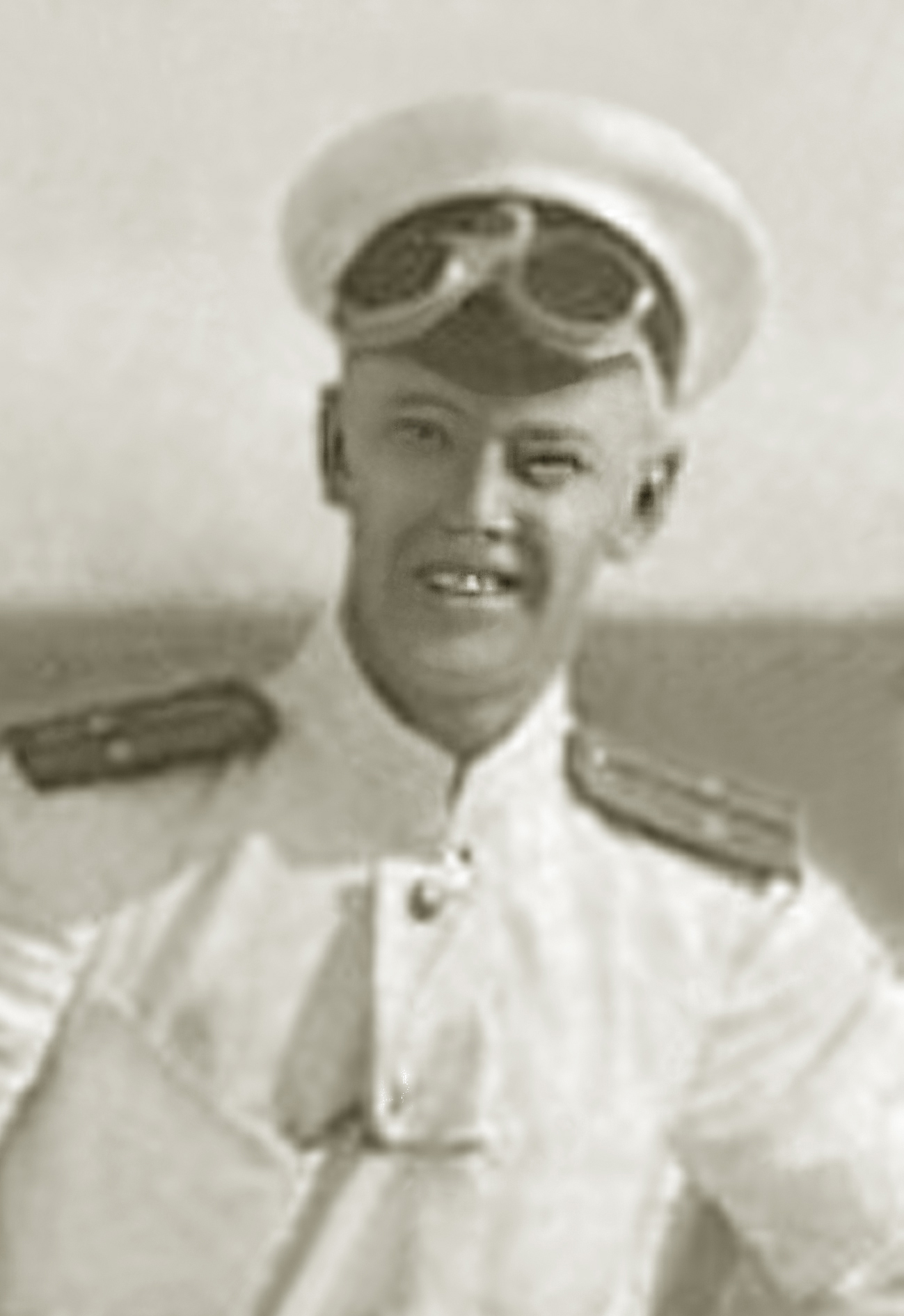
штабс-капитан Г. А. Фриде
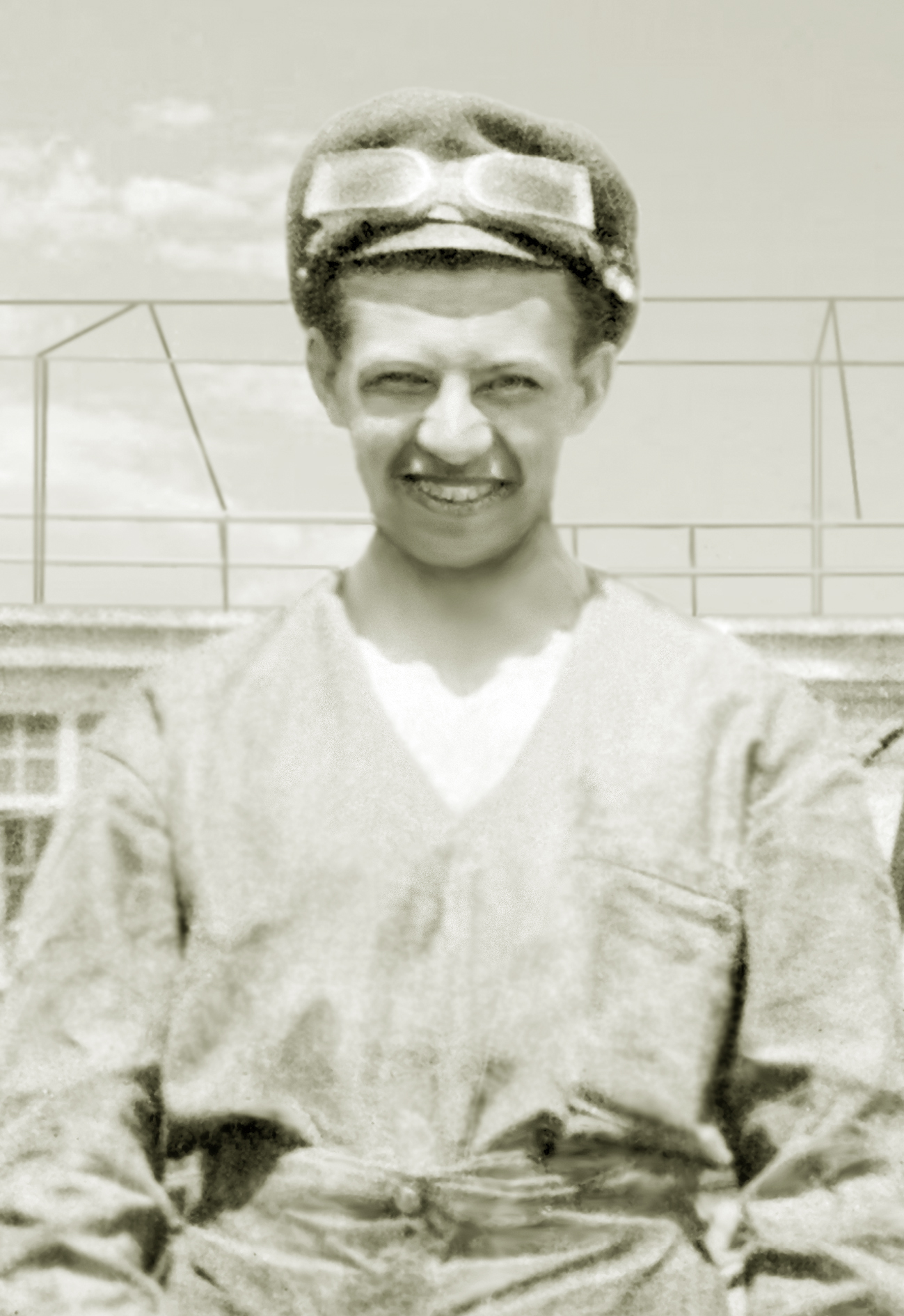
штабс-капитан В. Л. Корвин-Кербер
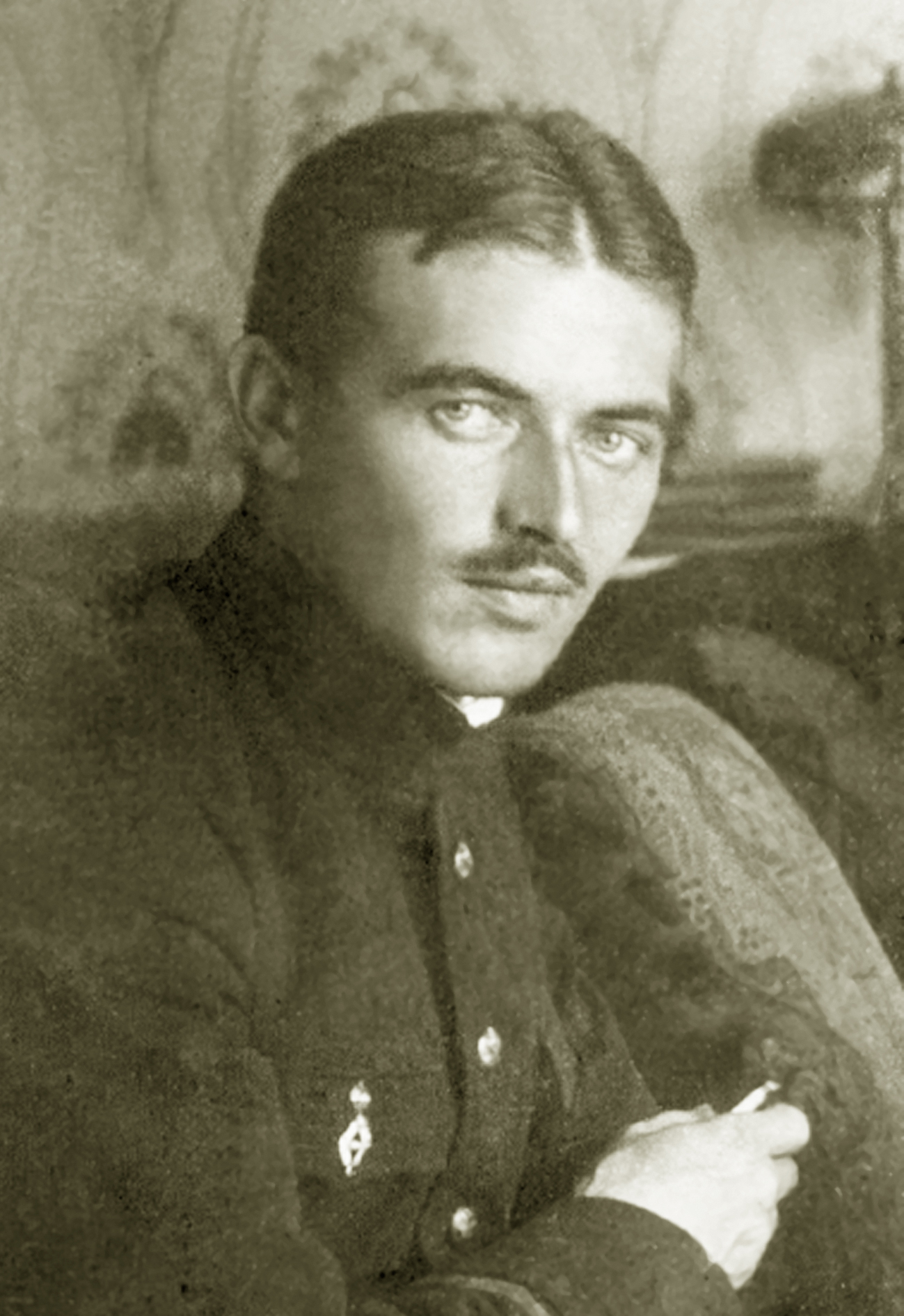
подпоручик Л. И. Гикса
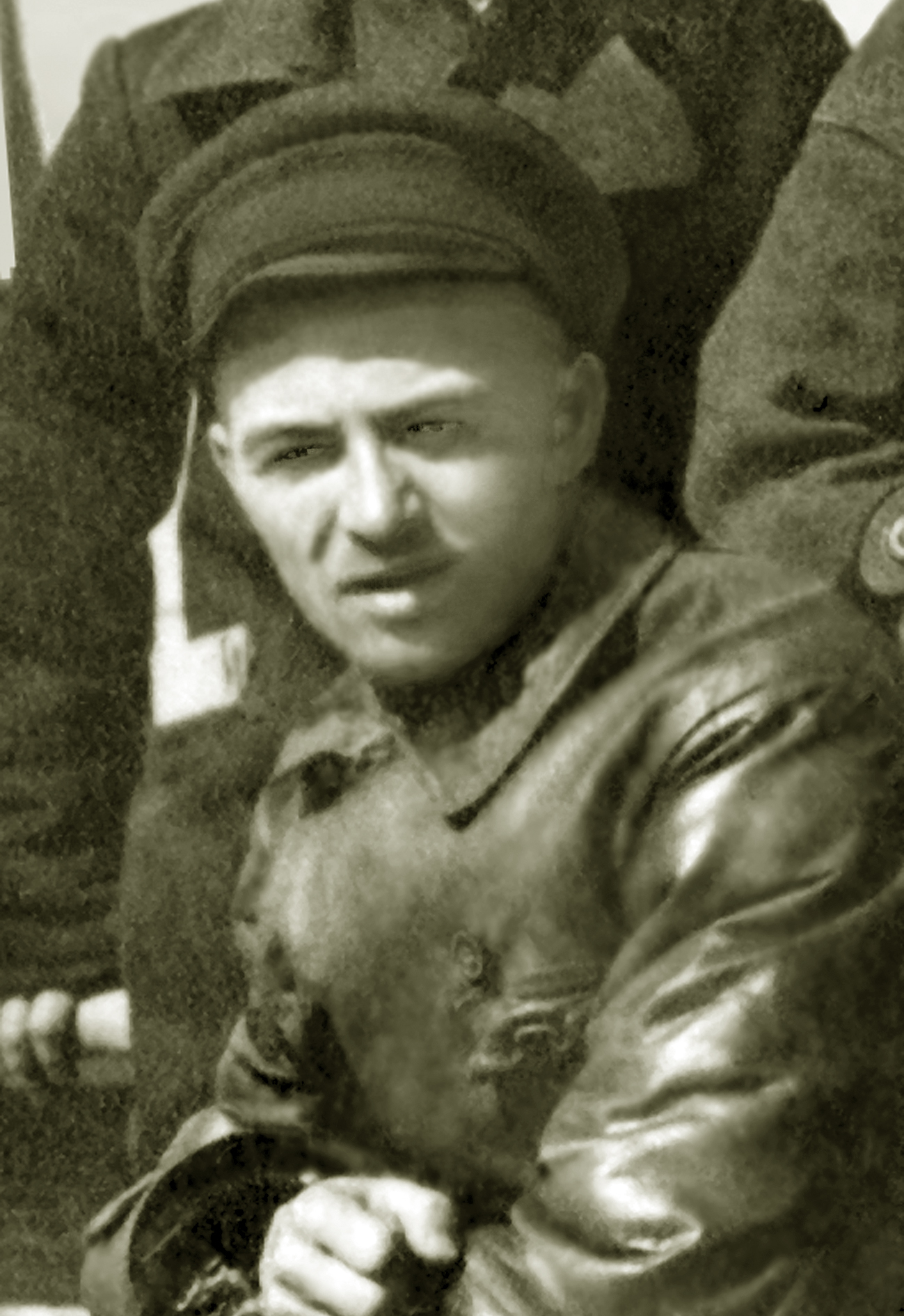
прапорщик В. А. Лебедев
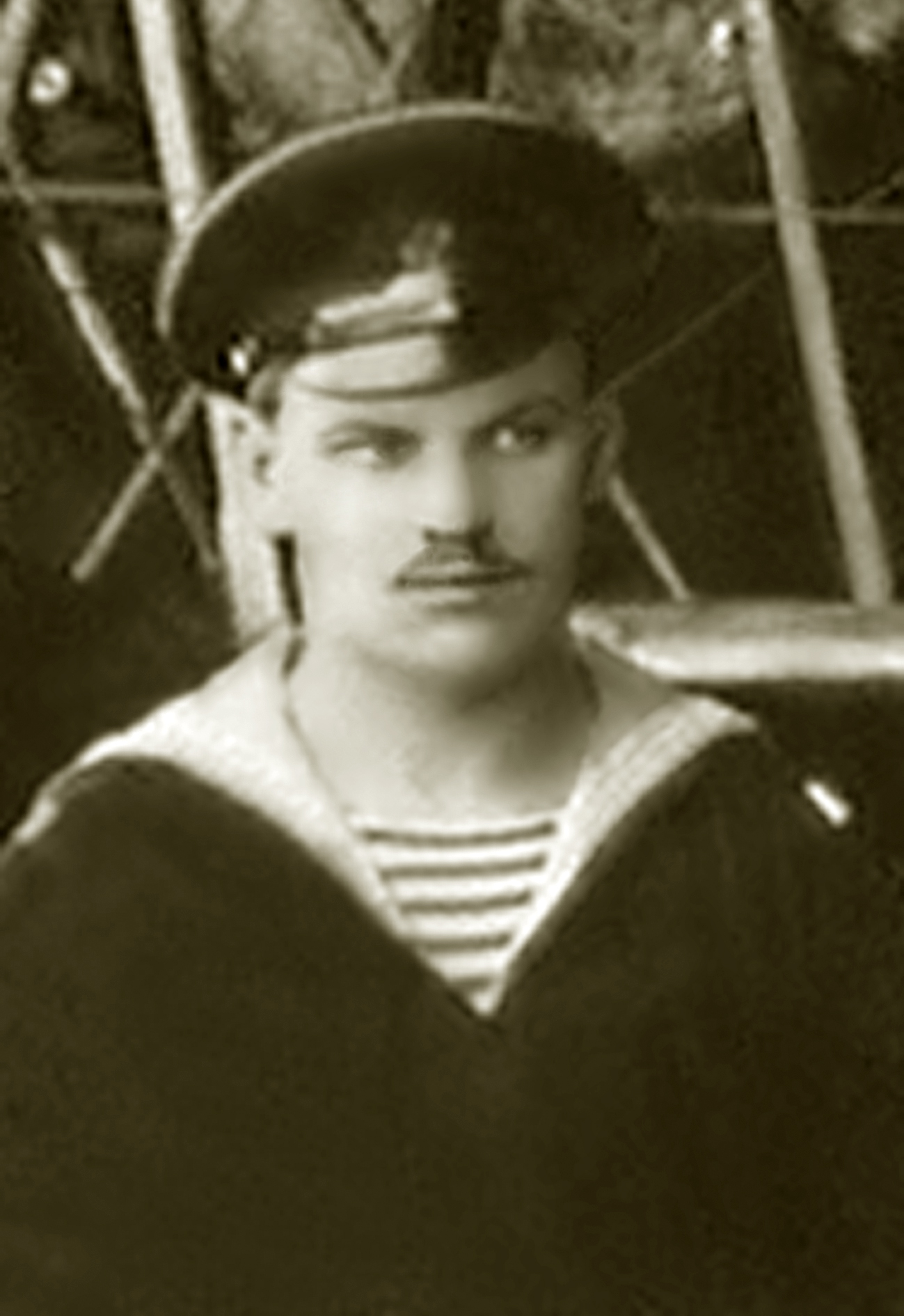
авиационный унтер-офицер А. И. Томашевский